# منطقه آزاد تجاری-صنعتی مهران
منطقهٔ آزاد تجاری، صنعتی مهران
یکی از مناطق آزاد در شهرستان مهران در استان ایلام و در مرز ایران و عراق است که در سال ۱۴۰۱ تاسیس آن به تصویب هیئت دولت رسید. و با انتصاب مدیر اجرایی آن رسما شروع به کار کرد.

## گذرگاه مرزی مهران
گذرگاه مرز بین‌المللی مهران در ۸۵ کیلومتر ایلام ‌و ۱۲ کیلومتر شهر مهران یکی از مرزهایی است که در این میان از موقعیت بسیار ویژه و راهبردی برخوردار است و این مرز سال ۱۳۸۲ با پیشنهاد وزارت امور خارجه کشورمان از سوی سازمان ملل متحد به عنوان مرز بین‌المللی شناخته شد.